# Smithophis
Smithophis – rodzaj węży z podrodziny zaskrońcowatych (Natricinae) w rodzinie połozowatych (Colubridae).

## Zasięg występowania
Rodzaj obejmuje gatunki występujące w północno-wschodnich Indiach (w stanach Meghalaya, Mizoram i Arunachal Pradesh), Bangladeszu, północnej Mjanmie i w zachodniej części prowincji Junnan w południowych Chinach.

## Systematyka

### Etymologia
Smithophis: Malcolm Arthur Smith (1875–1958), brytyjski herpetolog i lekarz pracujący na Półwyspie Malajskim; gr. οφις ophis, οφεως opheōs „wąż”.

### Podział systematyczny
Taksonem siostrzanym dla Smithophis jest Opisthotropis. Do rodzaju należą następujące gatunki:
- Smithophis arunachalensis Das, Deepak, Captain, Wade & Gower, 2020
- Smithophis atemporalis Giri, Gower, Das, Lalremsanga, Lalronunga, Captain, & Deepak, 2019
- Smithophis bicolor (Blyth, 1854)
- Smithophis linearis Vogel, Chen, Deepak, Gower, Shi, Ding, & Hou, 2020[4]
- Smithophis mizoramensis Mirza, Bhardwaj, Lalmuanawma, Choure, Lalremsanga, Vabeiryureilai, Captain, Zagade & Patel, 2024